# Meloe cavensis
Meloe cavensis is een keversoort uit de familie van oliekevers (Meloidae). De wetenschappelijke naam van de soort is voor het eerst geldig gepubliceerd in 1819 door L. Petagna.